# Vårbyskatten

Vårbyskatten är en silverskatt som påträffades 1871 i kommundelen Vårby i Huddinge kommun. Området för fyndplatsen ligger vid Duvberget, på södra sidan av Vårby allé, strax sydväst om Vårby gårds kyrka.

## Beskrivning

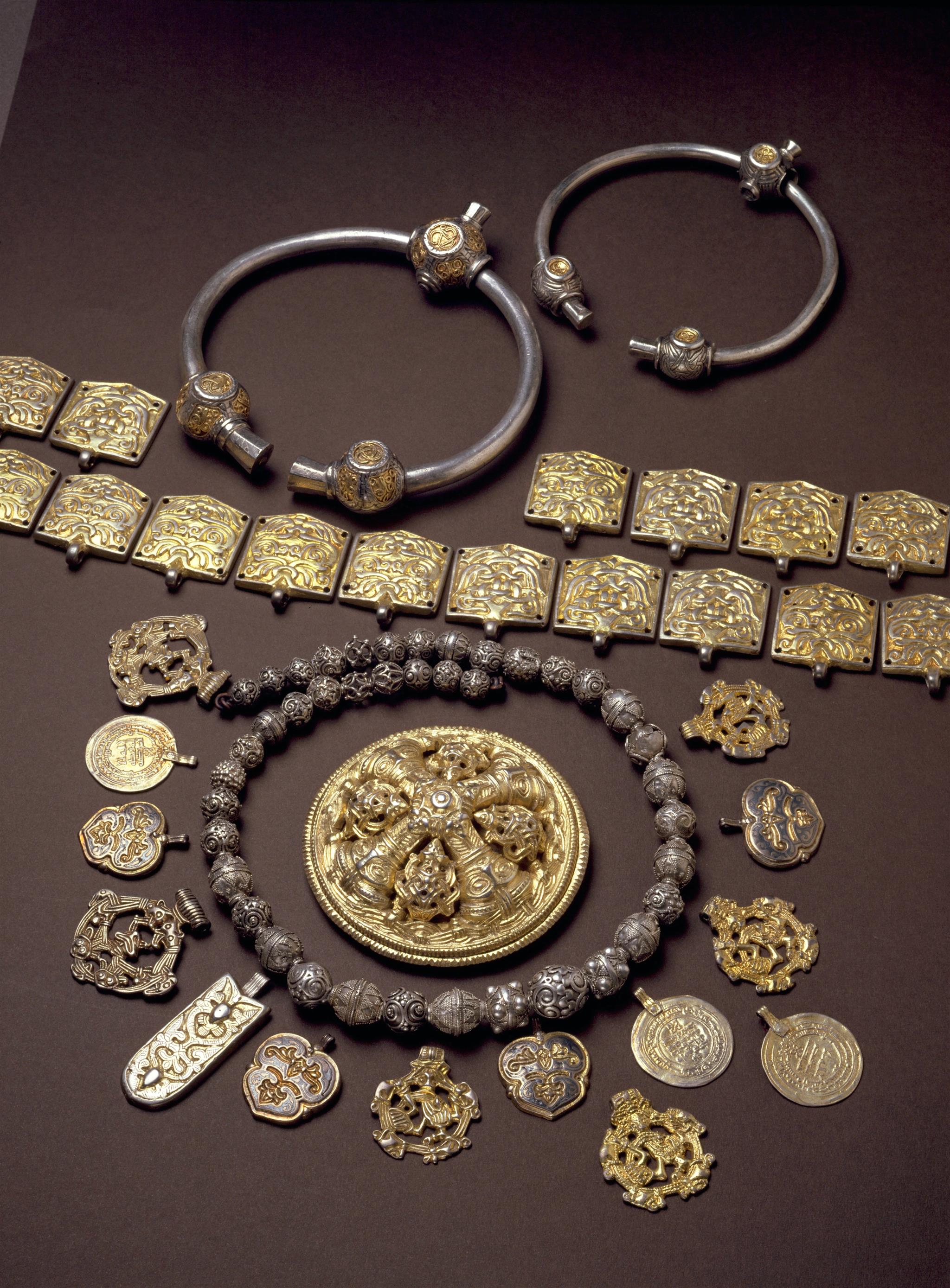
Vårbyskatten

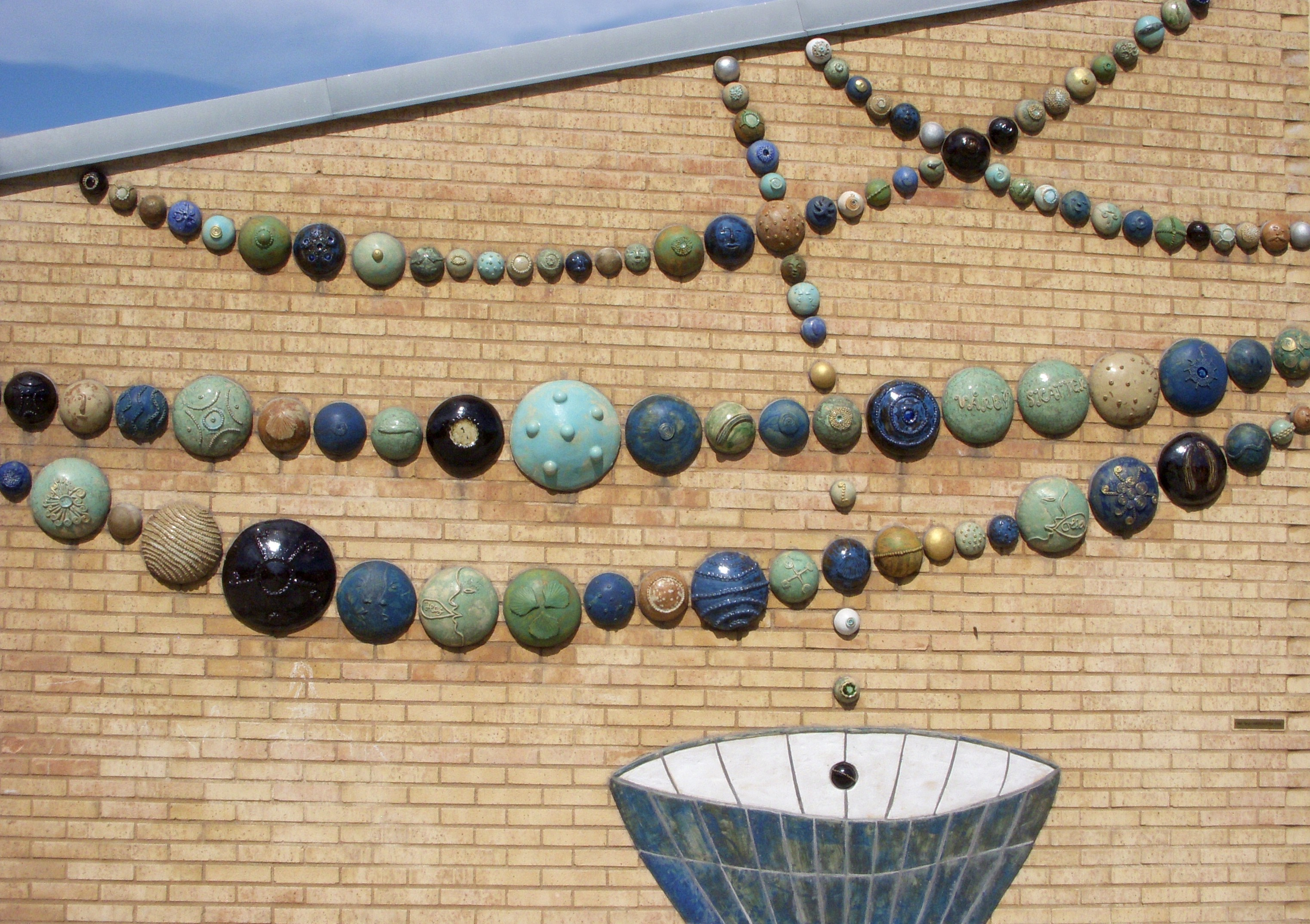
"Vårbyskatter" av Mari Pårup.

Den 20 april 1871 skickade tillförordnade kronofogden P.A. Mellin ett brev till konungens befallningshavare i Stockholms län. Brevet handlade om den 14-årige Otto Ludvig Jonsson som den 16 april "på Wårby skog inom Huddinge socken nära intill sjön Mälaren" hittat en skatt med silversmycken då han varit ute och plockat ris. Han fick 250 kr i belöning för det.
Föremålens form och ornamentik tyder på att de är tillverkade på 900-talet e.Kr. Vikingaskatten innehåller såväl inhemska föremål som smycken med både västligt och östligt ursprung. Det finns bl.a. ett halsband med 42 ornerade pärlor, 19 bältesbeslag samt 19 olika hängen.
Några av hängena är genombrutna ornerade med djurmotiv vilket anses som typiskt nordiskt. Andra är hjärtformade med växtornamentik, vilket är typiskt för importerade föremål österifrån. Två äkta och fyra imitationer av arabiska mynt har också bearbetats till hängen. Föremålen finns numera utställda på Statens historiska museum i Stockholm.
Vårbyskatten inspirerade keramikern Mari Pårup till en offentlig utsmyckning; Vårbyskatter på Vårbyhuset i Vårby gård, som ligger nära fydplatsen. Keramikreliefen invigdes år 2008 och består av över hundra halvklot i glaserad stengodslera. Monterade på tegelväggen framkallar de bilden av ett jättelikt halsband där det största av "pärlorna" har en diameter av cirka 50 cm och de minsta 15 cm. Pärlorna varierar även i färg och uttryck. 

## Vårbyskatten

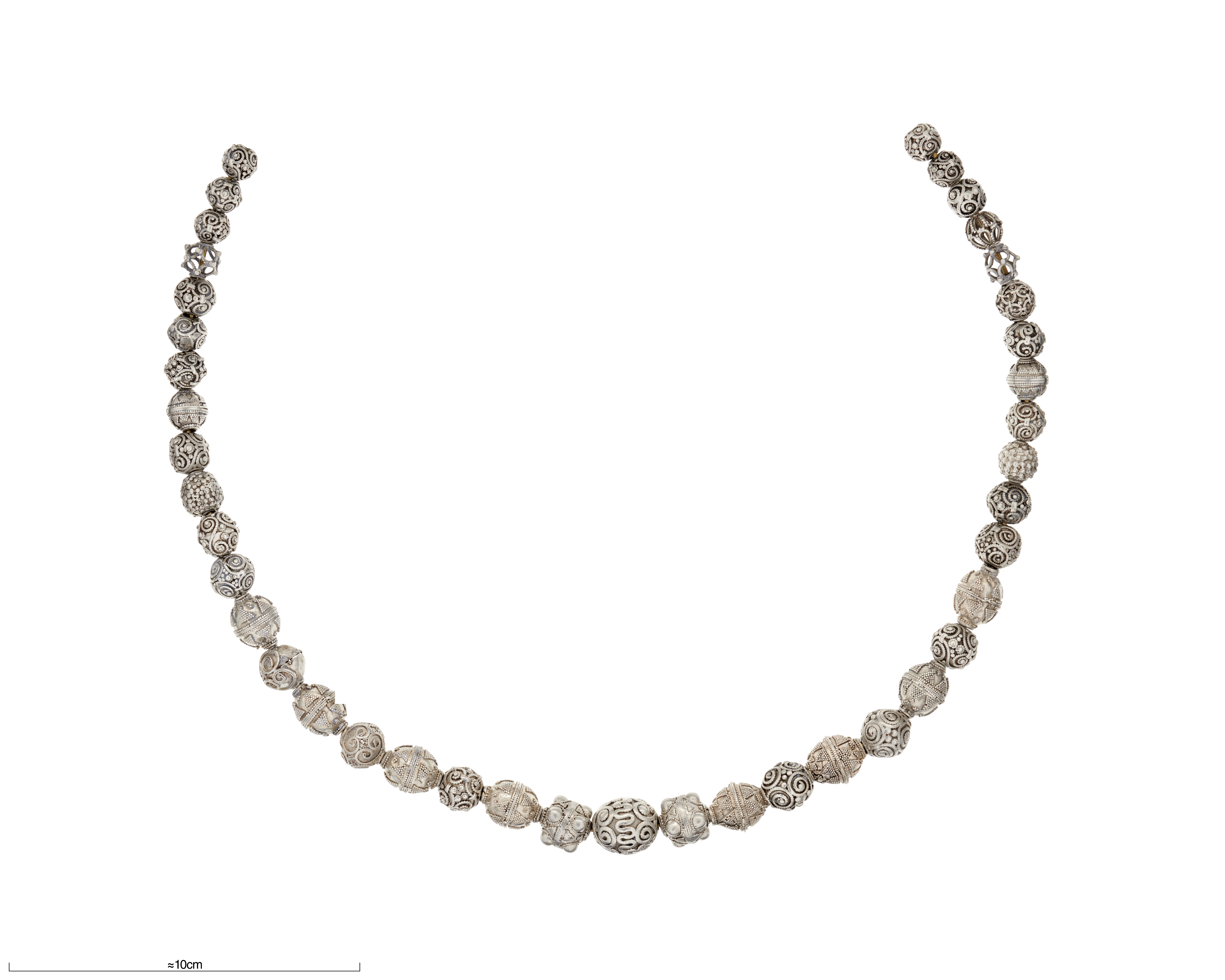
Silverpärlor
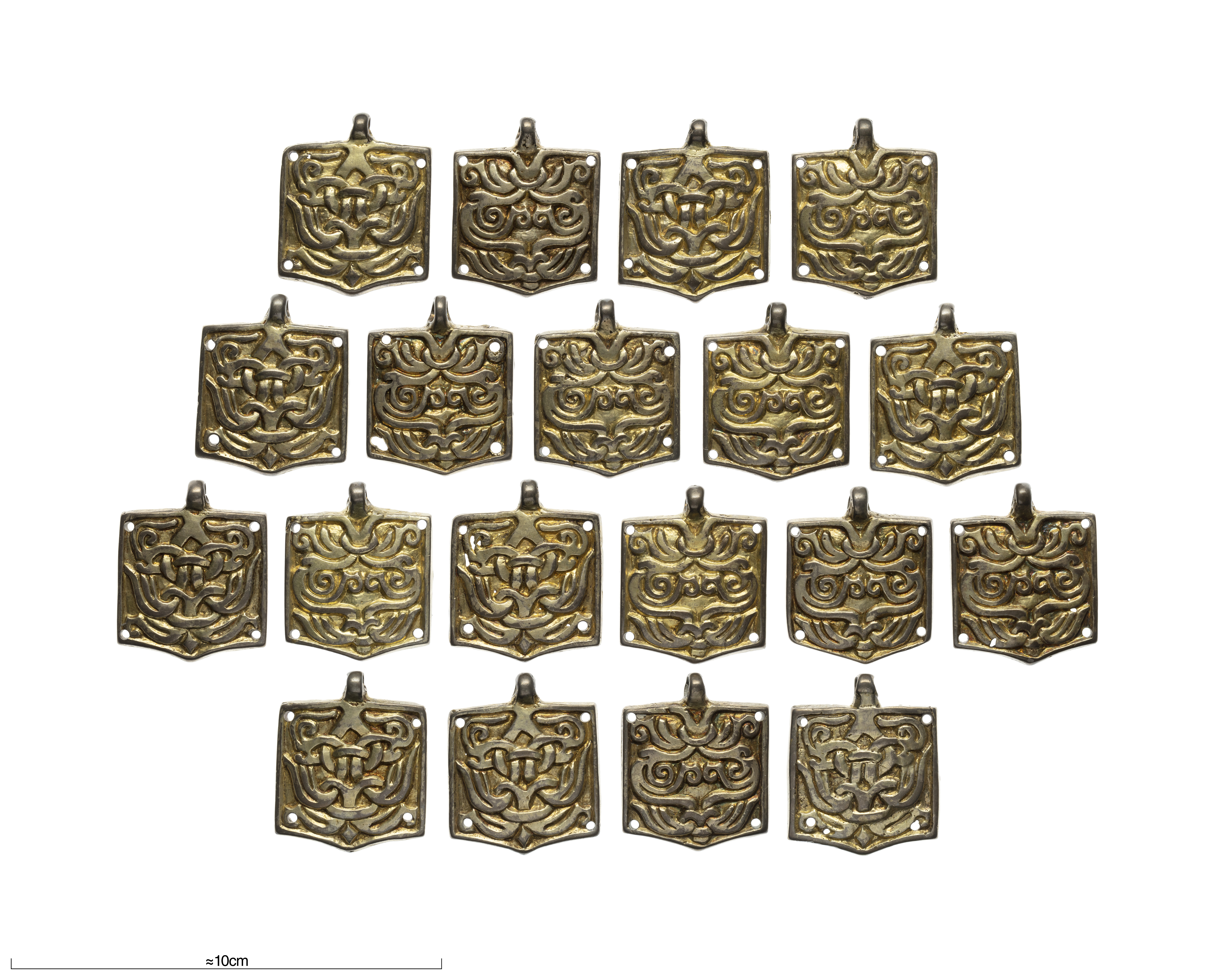
Bältesbeslag
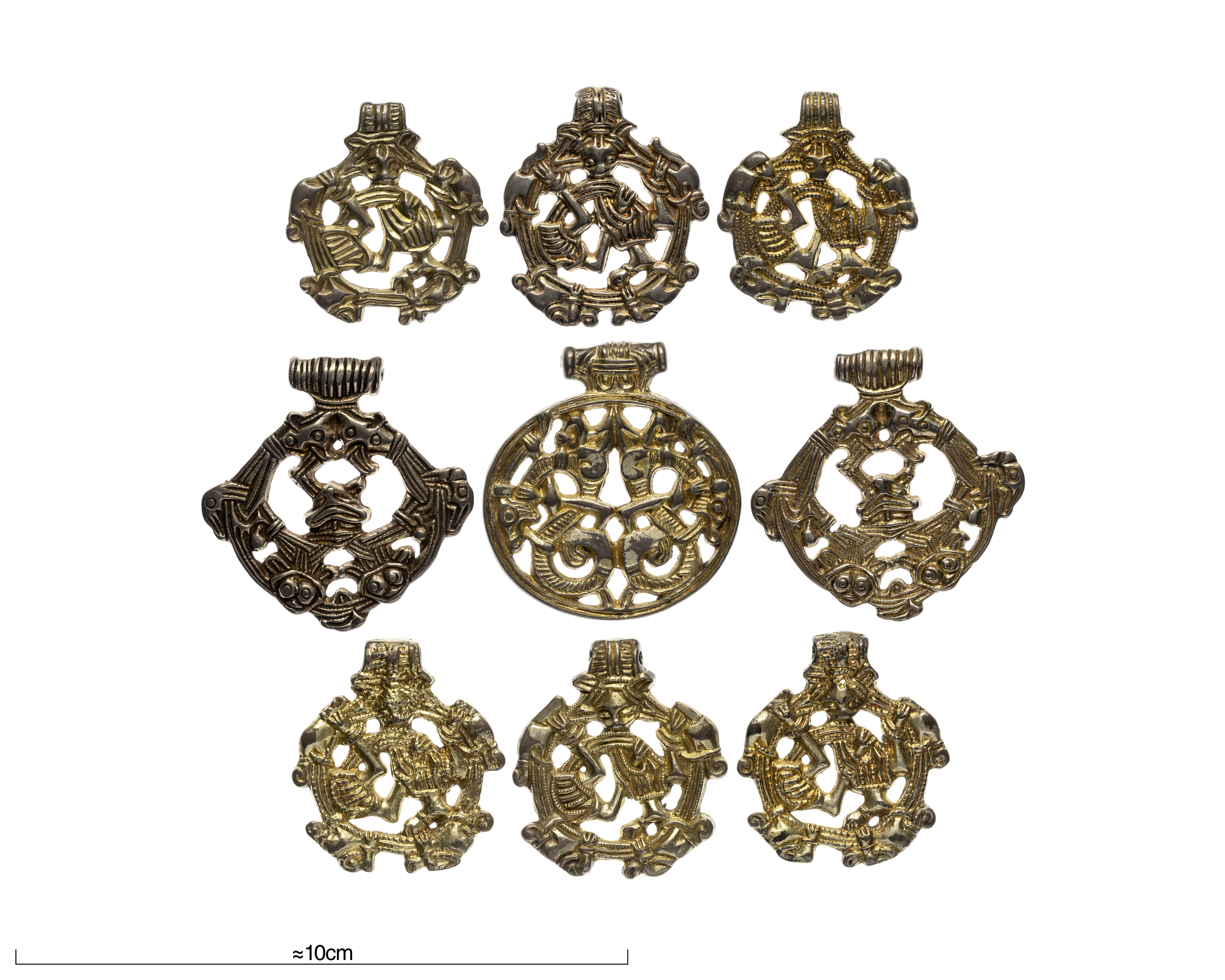
Hängen
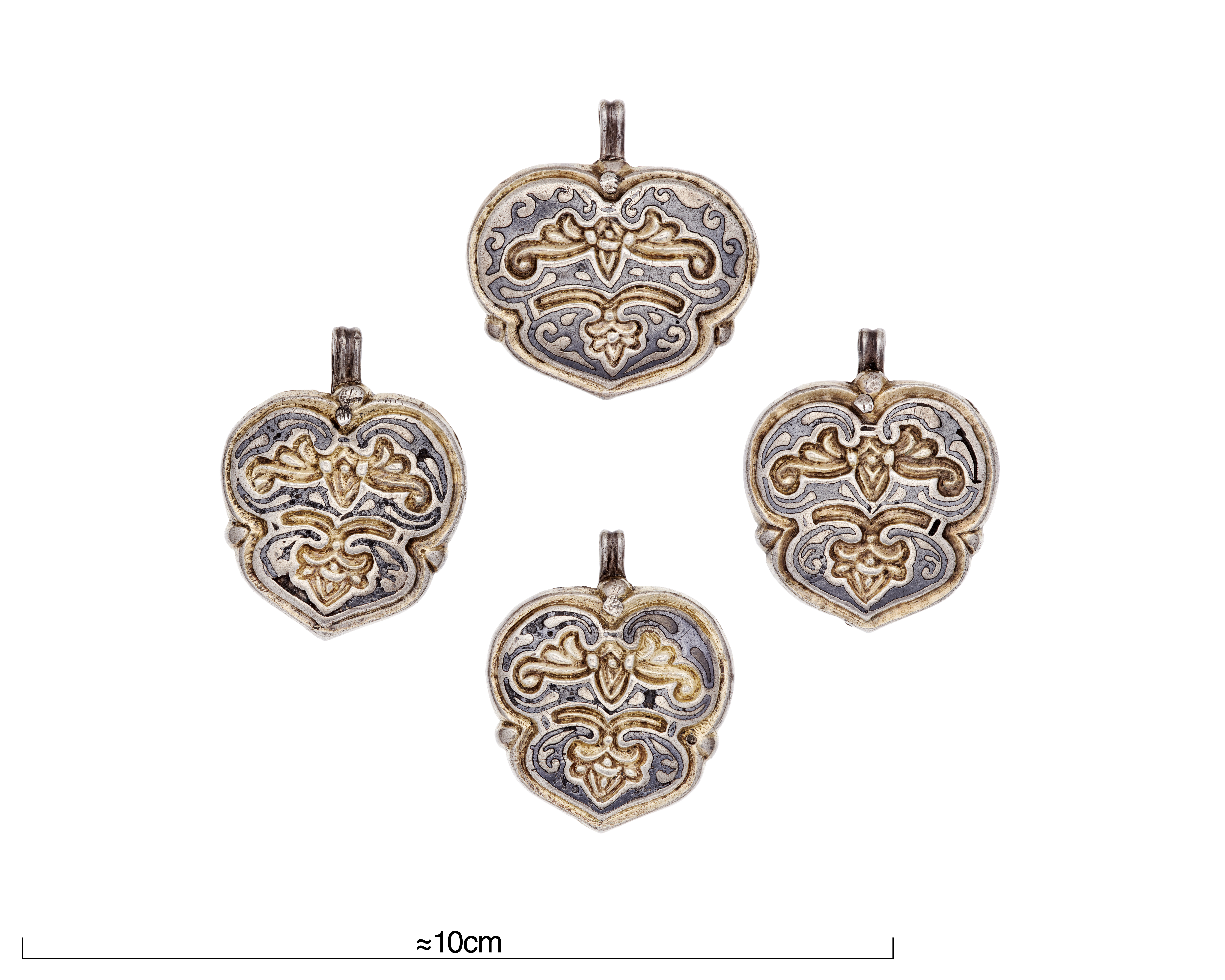
Hjärtformade hängsmycken
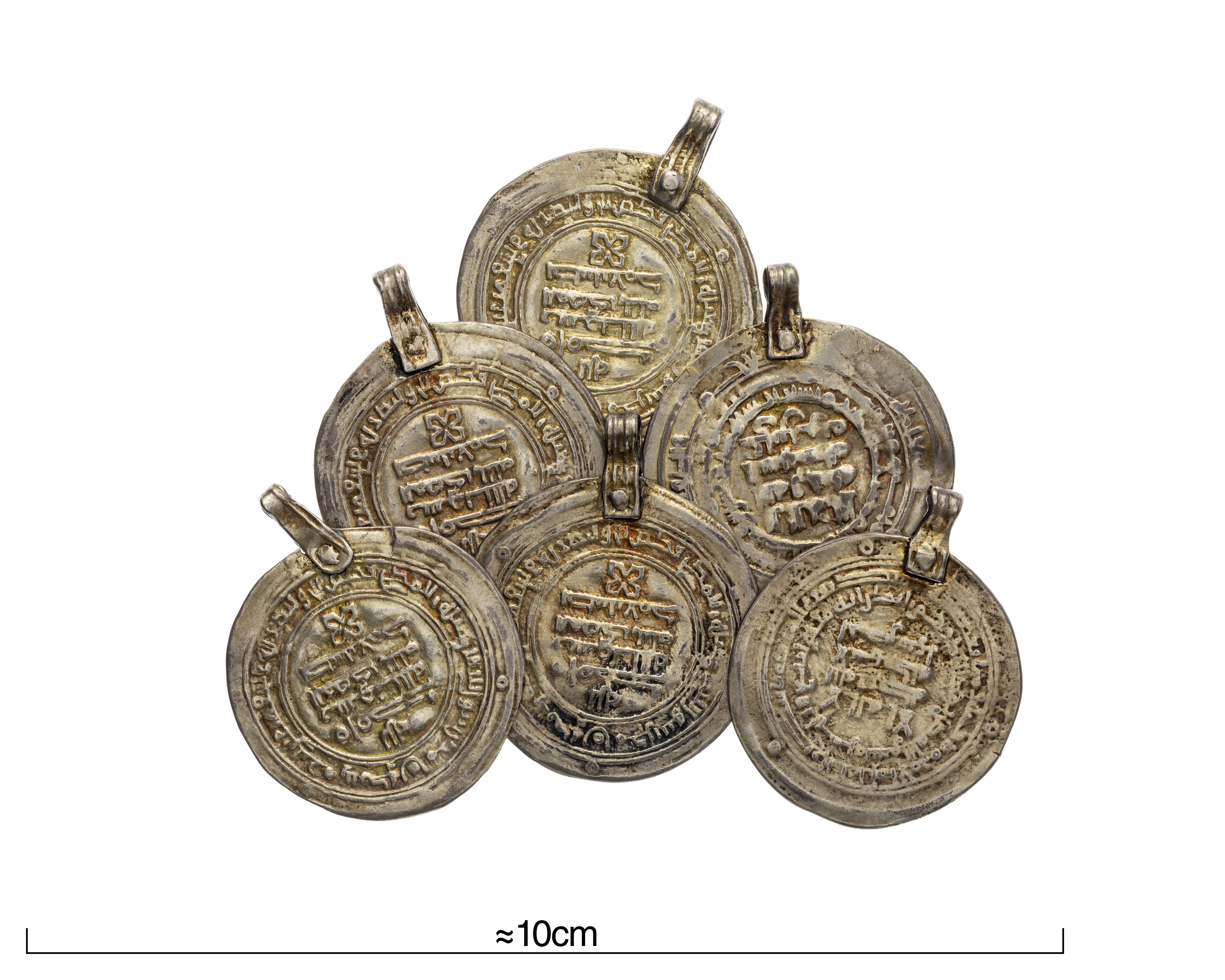
Mynthängen
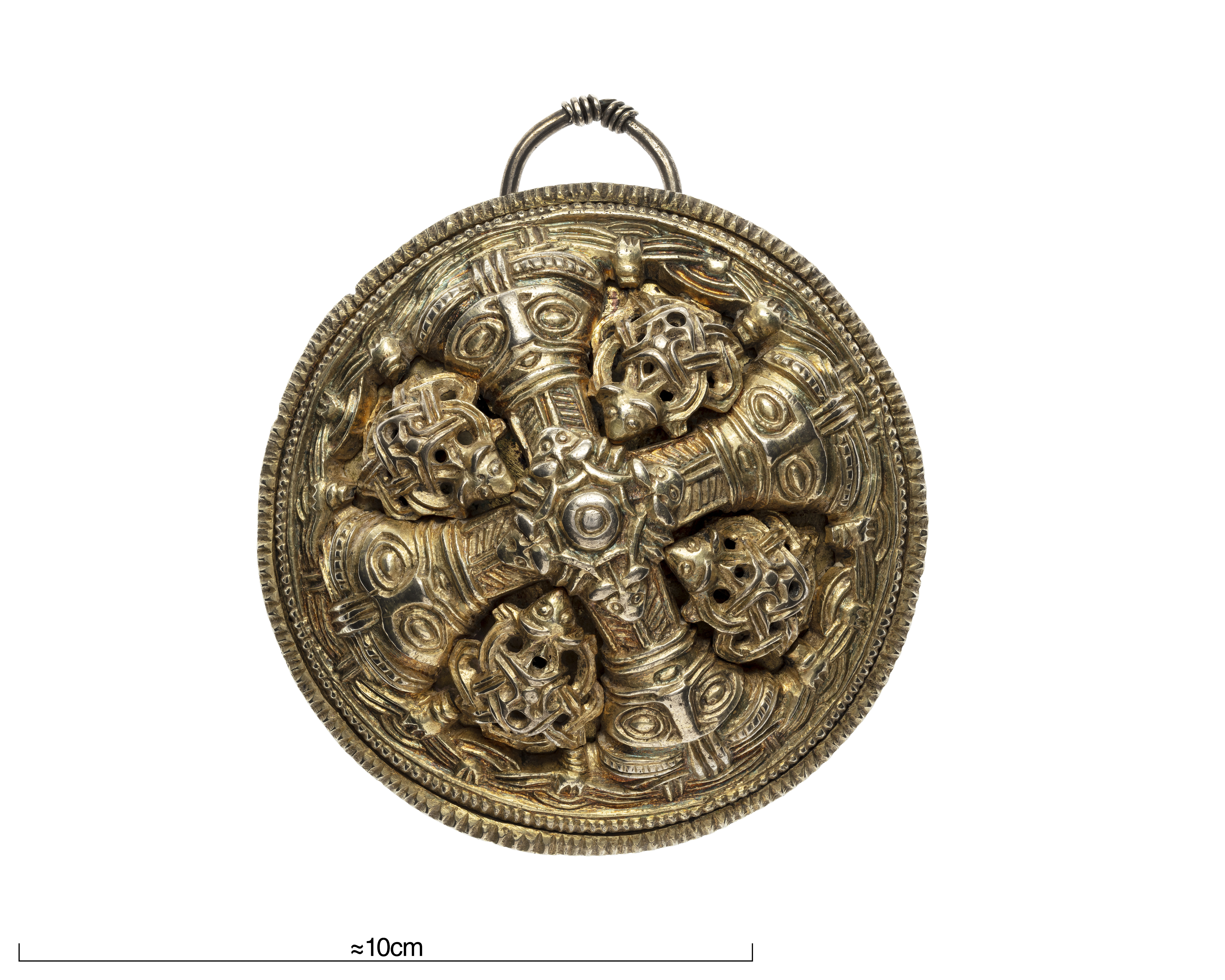
Runt Spänne i Borrestil
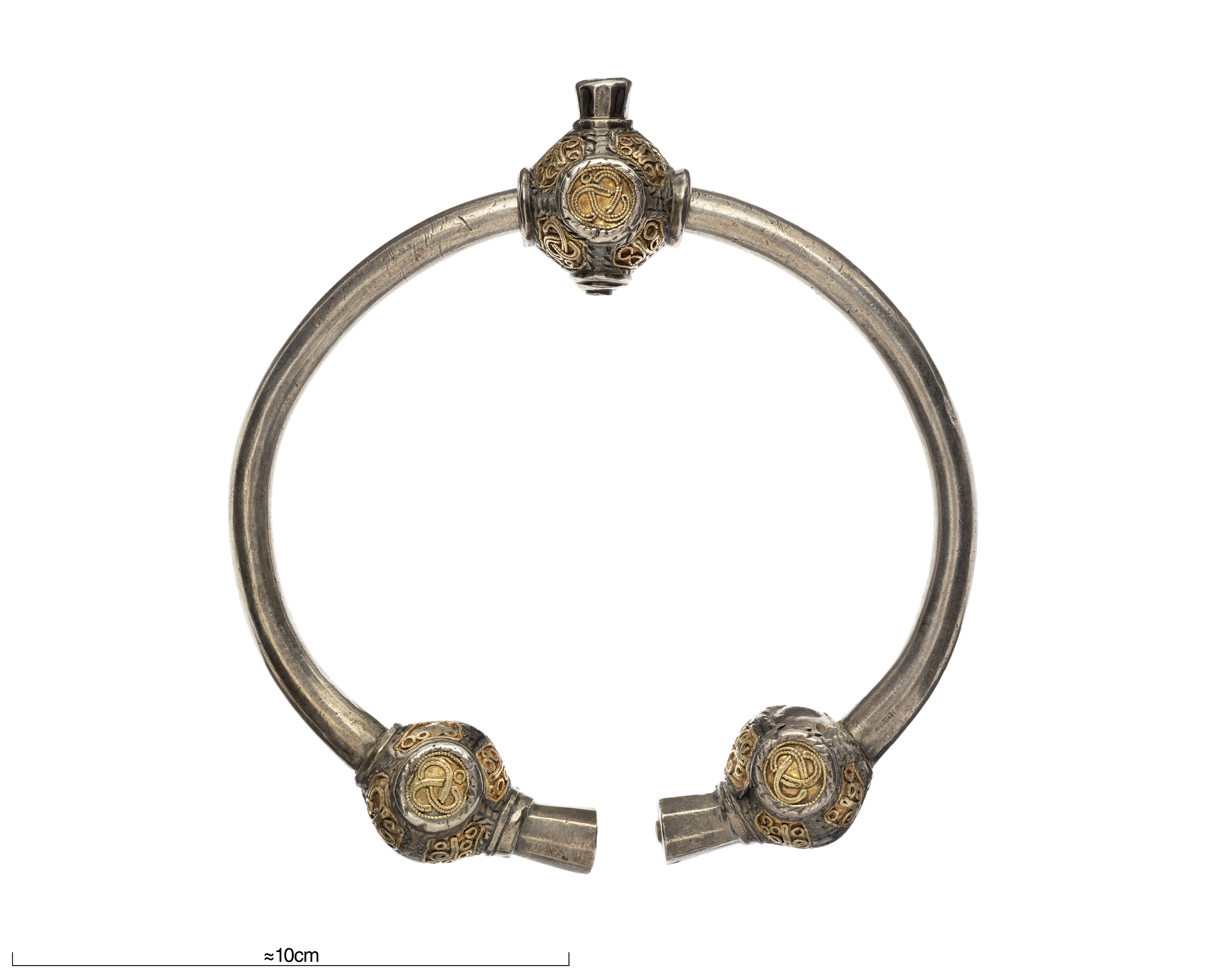
Ringnål
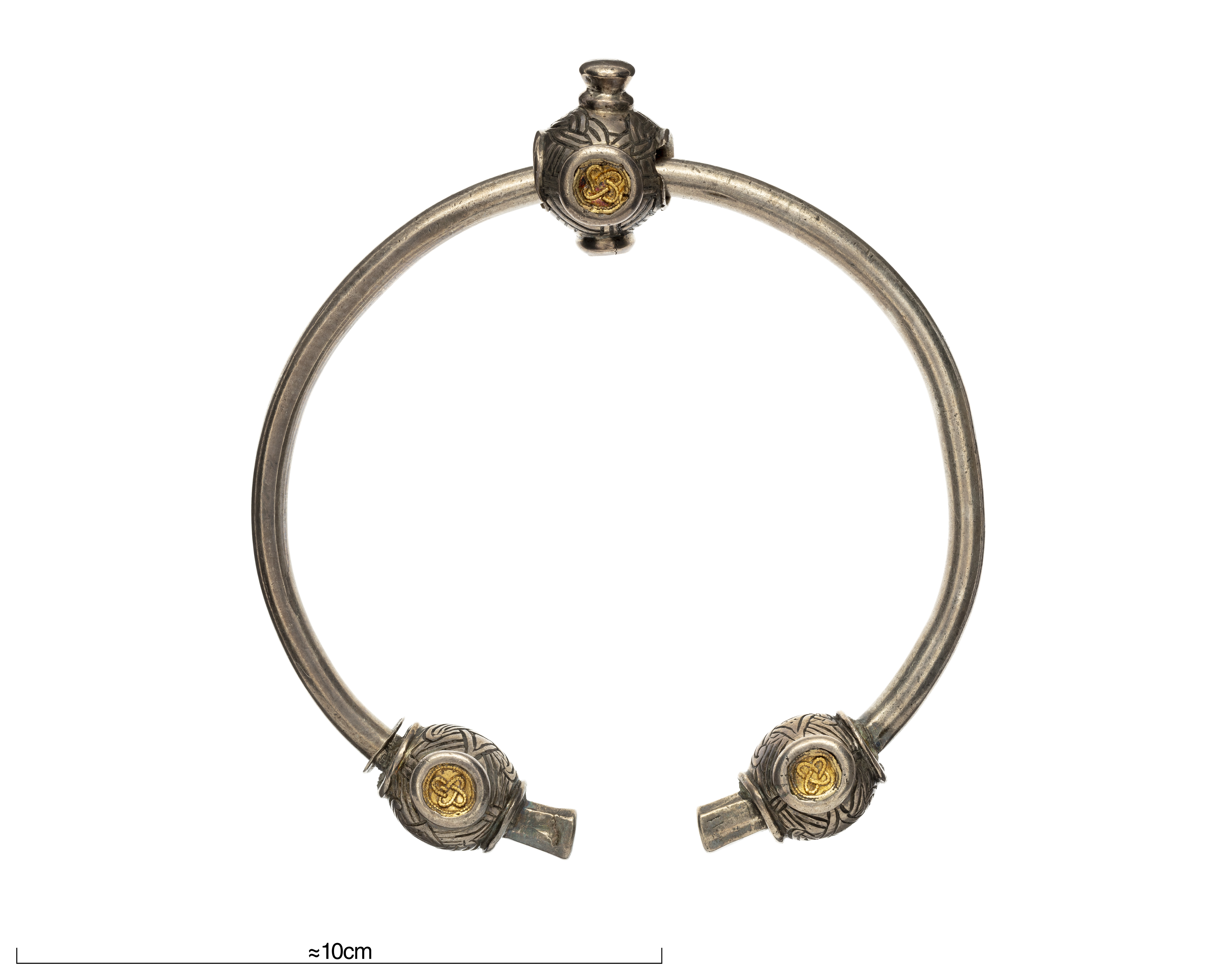
Ringnål
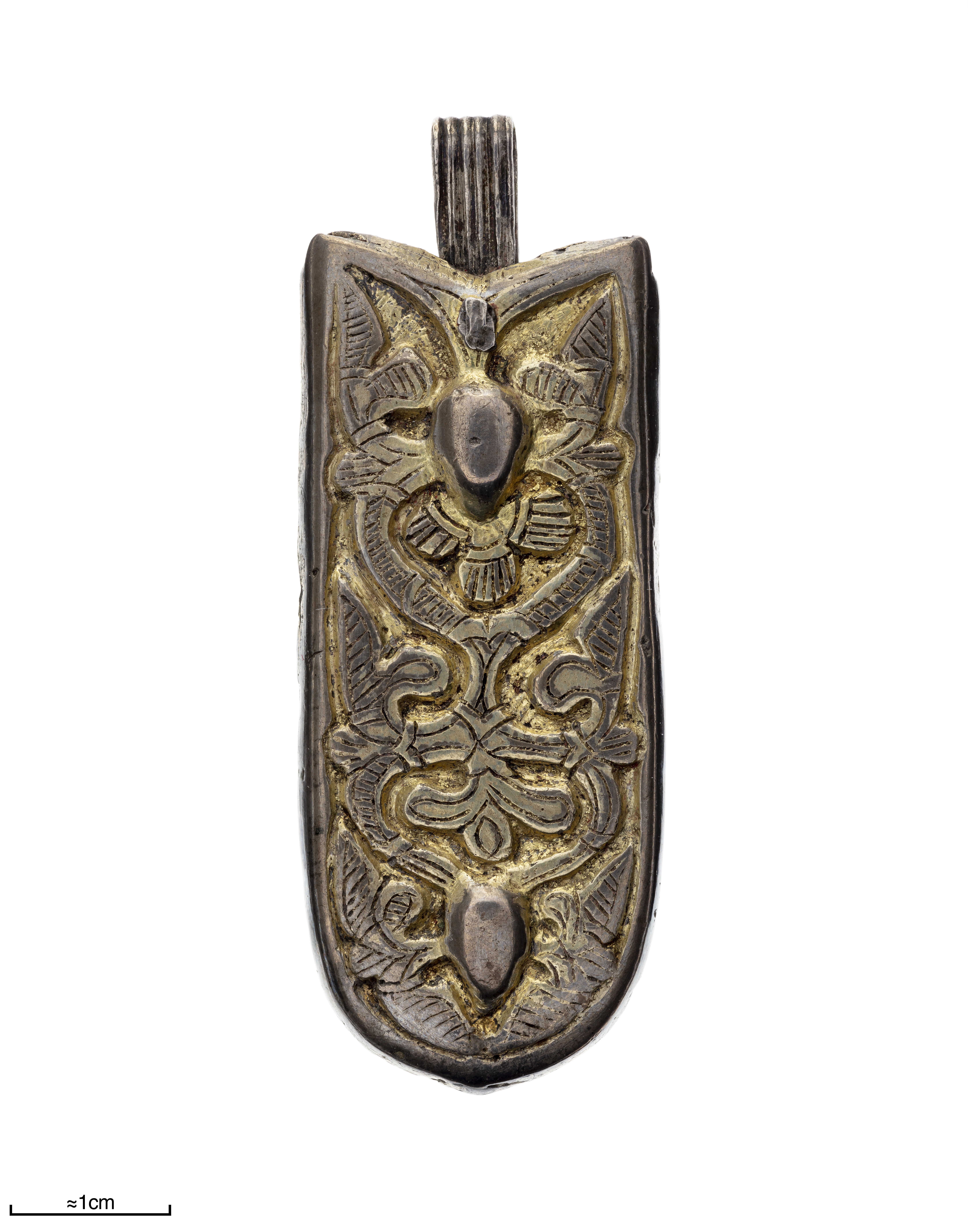
Hängsmycke